# ベビーシッター・ギン!
『ベビーシッター・ギン!』は、大和和紀による日本の漫画 。講談社発行の漫画雑誌『Kiss』にて、1997年 No.7から2007年 No.2まで連載された。講談社コミックスKissから全9巻、講談社漫画文庫から全4巻が刊行されている。英国風淑女の衣装を身に纏う男性ベビーシッターが、家庭に巻き起こる様々な子育てに関することや家庭内の問題を解決していく姿を描いている。
2019年6月30日からNHK BSプレミアム「プレミアムドラマ」でテレビドラマ化された。

## 登場人物
下落合 ギン
主人公。英国王立ナニー協会認定のベビーシッターで「下落合ポピンズ倶楽部」所属。黒づくめの英国風淑女の衣装にサングラス、黒い帽子といういでたちで、「こんにちは赤ちゃん」を歌いながら依頼を受けた家庭にあらわれる。実は女装した男性だが、気付かれることはほとんどない。
下落合 美々子（みみこ）
ギンの妹。肥満体でいつもフリルのワンピースを着ている。「下落合ポピンズ倶楽部」の電話受付やスケジュール管理担当。食べ物に目がなく、いつも何かを口にしている。

## 書誌情報
- 大和和紀 『ベビーシッター・ギン!』、講談社〈講談社コミックスKiss〉、全9巻
  1. 1998年12月07日発売、ISBN 978-4-06-325804-2[講 1]
  2. 1999年08月06日発売、ISBN 978-4-06-325844-8[講 2]
  3. 2000年06月09日発売、ISBN 978-4-06-325886-8[講 3]
  4. 2002年02月09日発売、ISBN 978-4-06-325973-5[講 4]
  5. 2002年09月11日発売、ISBN 978-4-06-340401-2[講 5]
  6. 2003年04月07日発売、ISBN 978-4-06-340428-9[講 6]
  7. 2004年01月13日発売、ISBN 978-4-06-340466-1[講 7]
  8. 2004年11月12日発売、ISBN 978-4-06-340516-3[講 8]
  9. 2007年03月13日発売、ISBN 978-4-06-340608-5[講 9]
- 大和和紀 『ベビーシッター・ギン!』、講談社〈講談社漫画文庫〉、全4巻
  1. 2013年04月12日発売、ISBN 978-4-06-370910-0[講 10]
  2. 2013年05月10日発売、ISBN 978-4-06-370925-4[講 11]
  3. 2013年06月12日発売、ISBN 978-4-06-370927-8[講 12]
  4. 2013年07月12日発売、ISBN 978-4-06-370929-2[講 13]

## テレビドラマ
『ベビーシッター・ギン!』のタイトルで、NHK BSプレミアム「プレミアムドラマ」において、2019年6月30日から9月1日までの日曜22時から22時49分に放送された。主演は大野拓朗。劇中にはミュージカル風の演出が織り込まれる。
NHK BS4Kにて2019年6月26日から毎週水曜日の20時40分から21時30分に先行放送されている。

### キャスト
- 下落合ギン - 大野拓朗
- 下落合美々子 - ゆりやんレトリィバァ[3]
- 上大岡八千代 - 高橋ひとみ[3]
- 中津川龍之介 - 竜雷太[3]

#### 第1話
- 上大岡久美子 - 鈴木杏
- 上大岡誠 - 渡部豪太

#### 第2話
- 野村イチゴ - 池谷美音
- 野村リンゴ - 古川凛
- 野村恵美 - 東風万智子
- 野村光一 - 天野浩成

#### 第3話
- 相沢サトミ - 藤野涼子
- 相沢芳美 - 生田智子
- 相沢祥吾 - ミスターちん
- 飯塚セイコ - 川島鈴遥
- 上田ユカ - 原菜乃華
- 石田 - 福山康平

#### 第4話
- 最上令子 - 青山倫子
- 木島聡 - 松田悟志
- 鈴木修二 - 駒木根隆介
- 瀬山婦警 ‐ 真下有紀
- 大原専務 ‐ 木下政治

#### 第5話
- 今出川民代 - 本仮屋ユイカ
- 今出川亜梨珠 - 稟華（現・華岡稟）[5]
- 今出川惇子 - かたせ梨乃
- 今出川家の使用人 - 猫背椿

#### 第6話
- 牧村稔 - 平岡祐太
- 牧村頼子 - ちすん

#### 第7話
- 稲葉冴子 - 村川絵梨
- 稲葉清 - 今野浩喜
- 宇佐美権助 - 徳井優
- 宇佐美省二 - 山田悠介
- 宇佐美かおり - 入山法子

#### 第8話
- 笹木綾子 - 川島海荷
- 光村高正 - 橋本さとし
- 笹木仁 - 笠松将
- 下落合金次郎 - 勝野洋

#### 第9話
- 山谷つぐみ ‐ 高松咲希
- 山谷萌 - 酒井美紀
- 山谷正行 ‐ 近江谷太朗

#### 第10話
- 二ノ宮匠 - 五十嵐陽向
- 宮田マネージャー - 三根梓
- 二ノ宮理恵子 - 青木さやか
- 二ノ宮篤 - 中村靖日

### スタッフ
- 原作 - 大和和紀『ベビーシッター・ギン!』（講談社コミックスKiss・講談社漫画文庫刊 / 講談社）
- 脚本 - 泉澤陽子、嶋田うれ葉
- 音楽 - 木村秀彬、堤博明
- 制作統括 - 谷口卓敬（NHK）、神戸明（東宝映画）
- 演出 - 岩本仁志、麻生学
- 執事指導 - 新井直之(日本バトラー&コンシェルジュ株式会社)

### 放送日程
| 各回   | 放送日  | ラテ欄                                      | 脚本       | 演出     |
| ------ | ------- | ------------------------------------------- | ---------- | -------- |
| 第1回  | 6月30日 | 最強の主人公があなたの子育ての悩みを解決    | 泉澤陽子   | 岩本仁志 |
| 第2回  | 7月07日 | あなたの寂しさを見逃さないわ!               | 泉澤陽子   | 岩本仁志 |
| 第3回  | 7月14日 | 天使ちゃん、私がママよ!                     | 嶋田うれ葉 | 麻生学   |
| 第4回  | 7月21日 | 仕事か子供か? 女社長の奇妙な冒険            | 泉澤陽子   | 麻生学   |
| 第5回  | 7月28日 | 今夜は悪魔と対決よ                          | 嶋田うれ葉 | 岩本仁志 |
| 第6回  | 8月04日 | 俺のこと、真剣に考えてほしい!               | 嶋田うれ葉 | 岩本仁志 |
| 第7回  | 8月11日 |                                             | 泉澤陽子   | 麻生学   |
| 第8回  | 8月18日 | 社長秘書だって悩む! 私が味方よ!             | 嶋田うれ葉 | 麻生学   |
| 第9回  | 8月25日 | 農家ぶらり旅! 今夜は畑で頑張るわ            | 嶋田うれ葉 | 岩本仁志 |
| 最終回 | 9月01日 | 愛と感謝の最終回! 明日はあなたを訪ねるかも! | 嶋田うれ葉 | 岩本仁志 |

| NHK BSプレミアム プレミアムドラマ   | NHK BSプレミアム プレミアムドラマ                | NHK BSプレミアム プレミアムドラマ       |
| 前番組                              | 番組名                                           | 次番組                                  |
| ----------------------------------- | ------------------------------------------------ | --------------------------------------- |
| 長閑の庭 （2019年6月2日 - 6月23日） | ベビーシッター・ギン! （2019年6月30日 - 9月1日） | 盤上の向日葵 （2019年9月8日 - 9月29日） |

### 講談社コミックプラス
以下の出典は『講談社コミックプラス』（講談社）内のページ。書誌情報の発売日の出典としている。
1. ↑  “『ベビーシッター・ギン!』（1）”. 講談社コミックスプラス.  講談社. 2019年5月20日閲覧。
2. ↑  “『ベビーシッター・ギン!』（2）”. 講談社コミックスプラス.   講談社. 2019年5月20日閲覧。
3. ↑  “『ベビーシッター・ギン!』（3）”. 講談社コミックスプラス.   講談社. 2019年5月20日閲覧。
4. ↑  “『ベビーシッター・ギン!』（4）”. 講談社コミックスプラス.   講談社. 2019年5月20日閲覧。
5. ↑  “『ベビーシッター・ギン!』（5）”. 講談社コミックスプラス.   講談社. 2019年5月20日閲覧。
6. ↑  “『ベビーシッター・ギン!』（6）”. 講談社コミックスプラス.   講談社. 2019年5月20日閲覧。
7. ↑  “『ベビーシッター・ギン!』（7）”. 講談社コミックスプラス.   講談社. 2019年5月20日閲覧。
8. ↑  “『ベビーシッター・ギン!』（8）”. 講談社コミックスプラス.   講談社. 2019年5月20日閲覧。
9. ↑  “『ベビーシッター・ギン!』（9）”. 講談社コミックスプラス.   講談社. 2019年5月20日閲覧。
10. ↑  “『ベビーシッター・ギン!』 (1)  講談社漫画文庫”. 講談社コミックスプラス.   講談社. 2019年5月20日閲覧。
11. ↑  “『ベビーシッター・ギン!』 (2)  講談社漫画文庫”. 講談社コミックスプラス.   講談社. 2019年5月20日閲覧。
12. ↑  “『ベビーシッター・ギン!』 (3)  講談社漫画文庫”. 講談社コミックスプラス.   講談社. 2019年5月20日閲覧。
13. ↑  “『ベビーシッター・ギン!』 (4)  講談社漫画文庫”. 講談社コミックスプラス.   講談社. 2019年5月20日閲覧。